# Adonai
Adonai lub Adonaj (hebr. אדני „Mój Pan”; jid. Adonoj) – określenie Boga Jahwe oddawane w przekładach jako Pan lub [Wszechwładny] Pan. Określenie Adonai wywodzone jest od hebrajskiego słowa adon, stosowanego do oznaczenia osoby sprawującej władzę. Najczęściej bywa ono tłumaczone jako „pan”. W Biblii bywa używane także łącznie z tetragramem JHWH – jako „Adonaj JHWH”. Taką formę Biblia Tysiąclecia oddaje jako „Panie mój, Boże”, zaś Biblia Brytyjskiego i Zagranicznego Towarzystwa Biblijnego jako „Panie Boże”. Polski słownik judaistyczny podaje, że prawdopodobnie taka forma określenia Boga była pierwotna, a dopiero później Adonai zaczęło być traktowane jako jedno z imion Boga. Według The International Standard Bible Encyclopedia z 1986 roku „forma ta podkreśla, że Jahwe jako «Pan» ma moc i suwerenną władzę”.
Od czasów starożytnych Żydzi unikali wypowiadania imienia Boga Jahwe (JHWH), uważając je za zbyt święte. W tym celu podczas czytania stosowane są zastępczo inne formy, w tym oznaczenia imienia Adonai. W modlitewnikach Adonai bywa często zastępowane dwiema literami hebrajskimi jod. Takiego skrótu nie dotyczą ograniczenia wypowiadania. Wspomniana zasada funkcjonuje w judaizmie tradycyjnym do dziś. Z tego powodu w przekładach Biblii hebrajskiej imię Jahwe zastąpiono określeniem Pan (gr. Kyrios, łac. Dominus, ang. Lord). W niektórych katolickich przekładach Biblii (J. Eck, Wujek) w księdze Wyjścia 6,3 występuje wyraz Adonai jako substytut imienia Jahwe.
Określenie-imię Adonai najczęściej stosowali starotestamentowi prorocy, zwłaszcza Ezechiel. Najczęściej używano go w zwrocie Adonai Jahwe, czyli Pan Jahwe (w starszych przekładach Pan Bóg). 16 razy pojawia się zwrot Adonai Jahwe sewaot, czyli Pan Jahwe Zastępów (przede wszystkim w księgach Izajasza i Jeremiasza).
W Biblii hebrajskiej pojawia się 306 razy oraz w 134 miejscach wskazanych przez masoretów, gdzie soferowie zastąpili tym tytułem imię własne Boga JHWH. W Kodeksie Leningradzkim określenie Adonai pojawia się 439 razy w 136 miejscach.
Poniżej podano liczbę występowań ’adônāj w poszczególnych księgach, według tekstu masoreckiego.
Od semickiego wyrazu Adon/Adonai pochodzi imię greckiego mitologicznego księcia Adonisa, którego kult dostał się do Grecji z Fenicji poprzez Syrię. Grecy, nie rozumiejąc dokładnie semickiego tytułu, uznali go błędnie za imię własne.
W 2008 roku Kongregacja ds. Kultu Bożego i Dyscypliny Sakramentów Kościoła katolickiego wydała dyrektywę, która zawierała zalecenie, by w obrzędach liturgicznych unikać stosowanego dotąd biblijnego imienia Jahwe, zastępując je odpowiednikiem Adonai, w znaczeniu „Pan”. Zalecenie to wydano, by zgodnie z hebrajską tradycją imię Boga pozostawało niewypowiedziane.